# 738
738 (DCCXXXVIII) var ett normalår som började en onsdag i den julianska kalendern.

## Händelser

### Okänt datum
- Felice Cornicola utses till Romersk konsul och magister militum.
- Den starka Mayastadsstaten Xukpi (Copán) besegras av den rivaliserande stadsstaten, Quiriguá. Xukpiledaren Uaxaclajuun Ub'aah K'awiil (Artonkanin) avsätts därefter.
- Sankt Bonifatius besöker Rom, och påbörjar bildandet av ett biskopsdöme i Bayern.

## Födda
- Zheng Xunyu, kinesisk kansler.

## Avlidna
- 3 maj – Uaxaclajuun Ub'aah K'awiil, Xukpiledare (offrad i staden Quiriguá)
- Abd Al Azred, Muslim-kafir, vetenskapsman, mördas på marknaden i Damaskus. Hans avhandling om religion, Al-Azif, publiceras strax därpå.